# مسجد حاجي باني
مسجد حاجي باني هو مسجد واقع في المدينة القديمة، في مدينة باكو ومعلم تاريخي وثقافي ذو أهمية وطنية.

## تاريخ المسجد
يقع مسجد حاجي باني بالقرب من مجمع قصر شيرفانشاهس.
وفقا للنقوض الصغيرة علي الواجهة، فإن المسجد بُنِي علي يد المهندس المعماري حاجي باني في القرن 14.
يحتوي المسجد على قاعة صلاة أولها المحراب ويتوسطها القبة، تم ترميمه في عام 1320. أُضيفت إليه نوافذ نصف دائرية لمضاعفة الإضاءة. ووفقًا لشاميل فاتولاييف فإنه على الرغم من أن بناء المسجد تم وفقًا للطراز الأوروبي؛ لكنه احتفظ بنمط وزخارف داخلية وخارجية مستوحاة من الطراز المحلي.
وفقا لقرار مجلس وزراء جمهورية أذربيجان بشأن المعالم التاريخية والثقافية، فإن مسجد حاجي باني هو «معلم تاريخي وثقافي ذو أهمية وطنية».

## صور

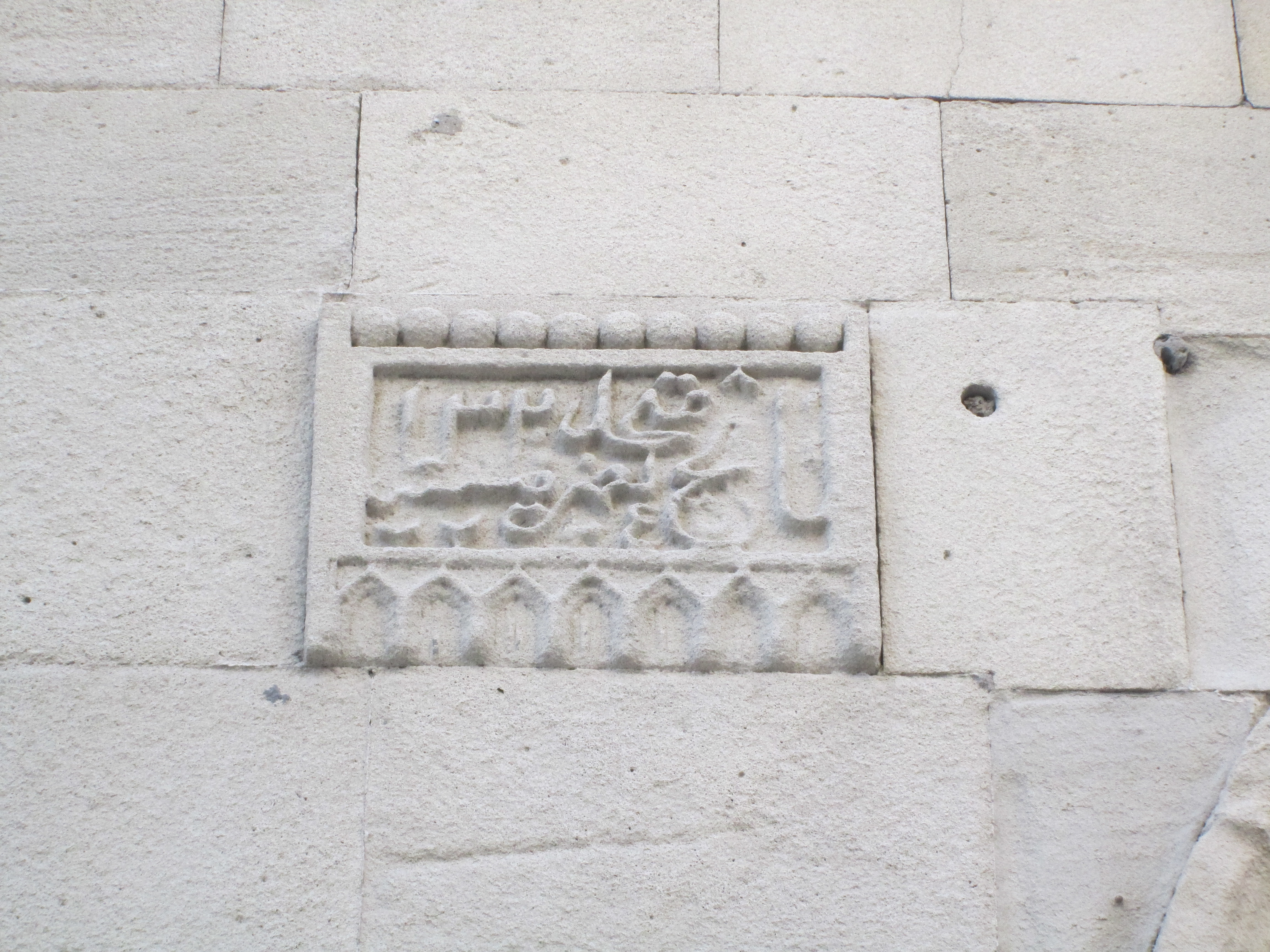
نقش حجري على مسجد حاجي باني